# Atlantic City (Wyoming)
Pour les articles homonymes, voir Atlantic City (homonymie).
Atlantic City est une census designated place du comté de Fremont, dans l’État du Wyoming, aux États-Unis. Lors du recensement de 2000, sa population s’élevait à 39 habitants.
Atlantic City a été fondée lors de la ruée vers l'or de 1867 dans la région. Elle a décliné avec la fin de l’orpaillage.

## Source
- (en) Cet article est partiellement ou en totalité issu de l’article de Wikipédia en anglais intitulé « Atlantic City, Wyoming » (voir la liste des auteurs).